# Ilha de Fanagoria
A ilha de Fanagoria (em búlgaro:  остров Фанагория, ‘Ostrov Fanagoriya’ \'os-trov fa-na-'go-ri-ya\) é a terceira maior ilha do Grupo Zed distante da costa norte da Ilha Livingston nas Ilhas Shetland do Sul, Antártica.  A ilha é livre de gelo e se estende 700 por 500 m com a área da superfície de 20 hectares.  Está separada da vizinha ilha Esperanto e da ilha Lesidren por canais de respetivamente 70 e 130 m de extensão. Está situada a 2,1 km a nordeste do Cabo Williams. A área foi visitada pelo início do século XIX por caçadores de foca.
A ilha recebeu o nome da cidade de Fanagória na Antiga Grande Bulgária (século VII).

## Localização
A Ilha de Fanagoria está localizada em 62° 26′ 03″ S, 60° 09′ 46″ O. O mapeamento britânico foi feito em 1968, o chileno em 1971, o argentino em 1980 e o búlgaro em 2005 e 2009.